# Кювет
Кювет (на френски: Cuvette) е една от десетте области на Република Конго. Разположена е в централната част на страната и граничи с Демократична република Конго и Габон. Столицата на областта е град Овандо. Площта ѝ е 42 850 км², а населението е 156 044 души, по преброяване от 2007 г. Кювет е разделена на 9 общини.